# ديكستران 70
ديكستران 70 هو نوع من الموائع التي تُعطى عن طريق الحقن في الوريد لزيادة حجم الدم، يُستخدم على وجه التحديد لحالات الصدمة الناجمة عن النزف أو الحرق عندما لا يتوفر لهذه الحالات نقل الدم بسرعة غير أنه لا يحملُ الأكسجين.
تشمل الآثار الجانبية الشائعة القيء والحمى وآلام المفاصل. تتضمن الآثار الجانبية الأخرى الحساسية وضعف تخثر الدم. لا يُنصح باستخدامه للأشخاص الذين يعانون من الفشل الكلوي أو قصور القلب الحاد أو الاعتلال الخثري. لا ينصح به أثناء الحمل. يعمل عن طريق سحب الموائع من الحيِّز خارج الأوعية الدموية إلى الأوعية الدموية.
تمت الموافقة على ديكستران 70 للاستخدام الطبي في عام 1974، وهو مدرج ضمن قائمة منظمة الصحة العالمية للأدوية الأساسية التي وضعتها منظمة الصحة العالمية. تبلغ تكلفته الإجمالية في الدول النامية حوالي 4.10 إلى 5.25 دولار أمريكي لكل 500مل وفي الولايات المتحدة تبلغ تكلفة الجرعة حوالي 25 إلى 50 دولار أمريكي. يأتي إما على شكل محلول كلوريد الصوديوم أو محلول الجلوكوز.

## وصلات خارجية
- "ديكستران 70". بوابة معلومات الأدوية. المكتبة الوطنية الأمريكية للطب. مؤرشف من الأصل في 2020-11-27.